# Hellas (Schiff, 1893)
Die Hellas (griechisch Ελλάς = Griechenland) war eine griechische Yacht, die 1941 während des Zweiten Weltkriegs versenkt wurde.

## Geschichte
Der New Yorker Eisenbahnmagnaten William Kissam Vanderbilt bestellte bei der Werft Laird Brothers in Birkenhead eine Motoryacht, die 1893 unter dem Namen Valiant vom Stapel lief. Sie galt damals als die größte und schönste Yacht weltweit mit zwei Masten und Brigg Takelung. Am 16. August 1893 wurde sie von Glasgow nach Stapleton überführt. Für die Überfahrt bis Sandy Hook benötigte man 8 Tage und 21 Stunden.
Anfang des Ersten Weltkriegs wurde sie am 18. November 1914 von der Royal Navy beschlagnahmt und mit vier 76/40-Geschützen ausgestattet und der Mercantile Marine Reserve zugeordnet. Am 20. Dezember 1914 war die Valiant unter dem aus dem Kommando des aus dem Ruhestand zurück gekehrten Admiral Charles J. Barlow beteiligt bei der Minenräumung eines Seeminenfeldes, dass während dem Raid auf Scarborough von der deutschen Kolberg gelegt wurde. Hierbei lief sie auf eine Seemine und die zwei Schrauben und das Ruder wurden beschädigt und Wasser drang ein. Die Motoryacht Eileen unter Admiral Alfred Wyndham Paget schleppte sie zur Reparatur in die Irische See. Um einen Namenskonflikt mit der Valiant zu vermeiden, wurde die Yacht am 11. Februar 1915 in Valiant II umbenannt. Ab 18. Februar 1915, dem Tag, an dem die deutsche U-Boot-Blockade beginnen sollte, übernahm Barlow das Kommando über die Hilfspatrouille in Sektor XVII bei Larne. Er hatte auch die Kontrolle über die Sektoren XV und XVI und somit über die gesamte Irische See. Neben seinem Schiff, der Valiant, standen ihm 5 weitere Yachten und andere Hilfskräfte zur Verfügung. Am 7. Mai 1915 kollidierte die Valiant mit dem Trawler Berkshire mit 133 t Verdrängung, der daraufhin sank. Am 1. Juni wurde die Yacht von diesem Einsatz abberufen.
Im Sommer 1915 wurde die Yacht im Kampf gegen deutsche U-Boote dem Gibraltar Yacht Squadron zugeordnet. Am 19. August versuchte man U 24 durch Rammen zu versenken, was jedoch misslang. Im Herbst attackierte man erfolglos U 65, als dieses die Straße von Gibraltar passierte. Nach dem Krieg wurde die Valiant II am 6. Februar 1919 aus der Liste der Marineschiffen gestrichen und an den Besitzer zurückgegeben.
1927 wurde die Valiant für 10.000 Pfund Sterling an Manuelides Navigation Co. Ld. verkauft. Das Schiff erfuhr einen umfangreichen Umbau. Die Segel wurden von den Masten entfernt und auf dem Deck ein Deckshaus für den Personentransport errichtet. Bis 1929 verkehrte sie als Ira M. zwischen Piräus und den Inseln der Ägäis. Danach wurde sie an Hellenic Coast Lines Co. Ld. für 12.562.000 Drachmen verkauft. 1934 wurde sie in Hellas umbenannt und bediente die Route Piräus-Chios-Lesbos. Am 29. Oktober 1940 wurde die Yacht als Transportschiff im Griechisch-Italienischen Krieg von der griechischen Regierung requiriert.
Am 24. April 1941 erreichte die Hellas den Hafen von Piräus. Man entschied sich, dass sie Streitkräfte des Commonwealth of Nations, die sich vor den deutschen Invasoren auf dem Rückzug befanden, an Bord zu nehmen und zu evakuieren. Hierfür waren 500 Zivilisten, vornehmlich aus Malta und Zypern und 400 kranke und verwundete Soldaten vorgesehen. Der Kapitän Loukas Adamopoulos sollte dann erst im Schutz der Dunkelheit ablegen. Gegen 19 Uhr gab es einen Sturzbomberangriff mit Junkers Ju 87. Hierbei wurde die Yacht von fünf Bomben getroffen und geriet in Brand. Der Gangway wurde zerstört und so waren die Menschen auf dem brennenden Schiff gefangen. Es gab auch keine funktionierenden Feuerbekämpfungseinrichtungen. Das Schiff kippte zur Seite, kenterte und sank schließlich. Hierbei starben zwischen 400 und 500 Menschen. Etwa ein Monat später wurde das Schiff von der Kriegsmarine gehoben und abgewrackt.